# Tsepa
Tsepa (Jigzhi, Tibet, 1992 – 19 d'agost de 2021, Hospital Comtal de Jigzhi, Tibet), conegut pel nom de ploma Chenbang, fou un jove poeta tibetà i activista per a llengua tibetana i contra el règim polític i d'ocupació forçosa de la Xina.
Tsepa es graduà a la Universitat de Northwest Minzu. Publicà fins a cinc poemaris, a més de peces líriques i articles crítics contra l'acció del govern xinès al Tibet. Aquesta tasca li comportà diverses detencions i interrogatoris per part de les autoritats, fet que el conduí a problemes d'alcoholisme que posaren fi a la seva vida l'estiu de 2021.